# Clubiona papillata
Clubiona papillata är en spindelart som beskrevs av Schenkel 1936. Clubiona papillata ingår i släktet Clubiona och familjen säckspindlar. Inga underarter finns listade i Catalogue of Life.